# 熊毋康
熊毋康（？—？），又称熊康，芈姓，熊氏，是西周楚国国君熊渠的长子。
熊渠有三子：长子熊康（熊毋康）、次子熊挚红、少子执疵。熊渠立毋康为句亶王。句亶在今天湖北省江陵。熊康早逝，前877年，熊渠卒后，挚红、执疵相继继位。
《清华大学藏战国竹简》《楚居》上名为熊艾，复旦大学出土文献与古文字研究中心研究生读书会认为熊康就是熊艾，与熊繹之子熊只相混。